# Меркатино-Конка
Меркатино-Конка (итал. Mercatino Conca) — коммуна в Италии, располагается в регионе Марке, в провинции Пезаро-э-Урбино.
Население составляет 1112 человек (2008 г.), плотность населения составляет 77 чел./км². Занимает площадь 14 км². Почтовый индекс — 61013. Телефонный код — 0722.
Покровителем коммуны почитается святой Аполлинарий Равеннский, празднование 23 июля.

## Демография
Динамика населения:

## Администрация коммуны
- Официальный сайт: http://www.comune.mercatinoconca.pu.it/